# Raymond De Craecker
Raymond De Craecker is een Belgisch redacteur en journalist.

## Levensloop
Hij begon zijn journalistieke loopbaan omstreeks 1972 en was lange tijd redactiechef van De Nieuwe Gazet. In 1995 volgde hij Luc Van der Kelen op als hoofdredacteur van deze krant, zelf werd hij in 1996 opgevolgd in deze hoedanigheid door Paul Keysers.
In 1987 trad hij toe tot de Erkenningscommissie voor beroepsjournalisten, waarvan hij in 1999 voorzitter werd van de Nederlandstalige afdeling. Deze functie oefende hij vijf mandaten lang uit tot 20 december 2018.
Hij is ridder in de Leopoldsorde en officier in de Kroonorde.